# Кантон Сарајево
Кантон Сарајево је један од десет кантона Федерације Босне и Херцеговине.

## Географија
Кантон је смјештен у централном дијелу Босне и Херцеговине са сједиштем у Сарајеву. Површина кантона износи 1.276,9 km², што чини 4,89% површине Федерације Босне и Херцеговине.

## Општине
1. Центар
2. Хаџићи
3. Илиџа
4. Илијаш
5. Нови Град
6. Ново Сарајево
7. Стари Град
8. Трново
9. Вогошћа

## Становништво
Према резултатима пописа становништва (БХАС) из 2013. године кантон има 413.593 становника. У кантону, као и свим његовим општинама, већинско становништво су Бошњаци.
|                      | 2013.            |
| Укупно               | 413 593 (100,0%) |
| Бошњаци              | 346 575 (83,80%) |
| Хрвати               | 17 520 (4,236%)  |
| Срби                 | 13 300 (3,216%)  |
| Босанци              | 12 835 (3,103%)  |
| Неизјашњени          | 7 250 (1,753%)   |
| Босанци и Херцеговци | 5 989 (1,448%)   |
| Остали               | 2 860 (0,692%)   |
| Роми                 | 1 775 (0,429%)   |
| Муслимани            | 1 709 (0,413%)   |
| Албанци              | 898 (0,217%)     |
| Турци                | 887 (0,214%)     |
| Непознато            | 873 (0,211%)     |
| Црногорци            | 382 (0,092%)     |
| Југословени          | 370 (0,089%)     |
| Словенци             | 149 (0,036%)     |
| Македонци            | 137 (0,033%)     |
| Православци          | 54 (0,013%)      |
| Украјинци            | 30 (0,007%)      |